# Jouko Karjalainen
Jouko Karjalainen (n. 27 iulie 1956, Kajaani, Oulu, Finlanda) este un sportiv ce a reprezentat Finlanda, medaliat olimpic. A participat la 2 ediții ale Jocurilor Olimpice (1980, 1984) în care a câștigat două medalii de argint.